# علي بن عباس الأهوازي
علي بن العباس المجوسي أو ابن المجوسي المتوفي سنة 982 أو 994 ميلادي. من أشهر أطباء الدولة العباسية، أصله من الأهواز. وقد اشتهر بكتابه المسمى كامل الصناعة الطبية الضرورية والمشهور باسم (الكتاب الملكي)، فيه عشرون مقالة عن الطب الإسلامي وعلم الاجتماع وهو لايزال إلى الآن مخطوطة.

## سيرته الذاتية
هو أبو الحسن عليُّ بن عبَّاس الأَهوازي المَجوسي، وُلِد في إقليم الأهواز العربِيِّ بالقرب من جنديسابور. كان مسلمًا من أصول زرادشتية. تعلم صناعة الطب على يد أبي ماهر موسى بن سيار. انتقلَ إلى بغدادَ وتُوفِّي فيها بعد أن دخلَ في خدمة عَضُد الدولة البُوَيهي. صنّف لعضد الدولة البويهي كتاباً في الطب اسمه (الكتاب الملكي)، فيه عشرون مقالة ولا يزال مخطوطاً. قال فيه ابن أبي أصيبعة: (هو كتاب جليل مشتمل على أجزاء الصناعة الطبية علمها وعملها). وقال القفطي: (مال الناس إليه في وقته، ولزموا درسه، إلى أن ظهر كتاب ابن سينا فمالوا إليه). اشتُهِر في الغَرب باسم هالي عباس Haly Abbas. أعطته مُنجَزاته في صناعة الطبِّ مقامَه الأوَّل بين أطبَّاء عصره ومن سبقه ومن جاء بعده من أطبَّاء الشرق أو الغرب. وهو يُعدُّ من أوائل الأطبَّاء الذين اعتمدوا الدقَّةَ العلمية في أبحاثهم، والتي تَجلَّت في التَّركيز خلال الفحوص السَّريرية على المرضى، وقد أوصى العاملين في مهنة الطبِّ بالتَّدريب الدائم، والتأنِّي في استخلاص العلَّة، والاستفادة ممَّن سبقهم من الأطبَّاء. وعاشَ في عَصر الطَّبيب أبي بكرٍ الرَّازي.
كان طَبيباً مُجداً متميِّزاً في صناعةِ الطبِّ، وواحِداً من أهمِّ الأطبَّاء العَرب الذين عرفهم الأوروبيُّون، واتَّخذوا كتاباتهم أساساً لدراسة الطبِّ، وربَّما يكون أوَّلَ طبيبٍ مُسلِم عرفه الغربُ اللاتينِي. وقد اشتغلَ بصناعة الطبِّ على يد أبِي ماهِر موسى بن سيَّار، وتتلمَذ على يده، كما درسَ النَّباتاتِ ومَنافِعَها، وصناعةَ العَقاقير منها.
وقد اهتم عضد الدولة بالطب وأسس مستشفى في شيراز، وأسس مستشفى آخر في بغداد اسمه البيمارستان العضدي، حيث اشتغل به ابن المجوسي. ومعروف عنه أنه هو أول من وصف عملية الشق الجراحي لاستخراج الحصاة من الكلية.

## كتبه ومؤلفاته
لم يكن عليُّ بن عبَّاس الأهوازي من الأطبَّاء الذين اشتُهروا بكثرة مصنَّفاتهم، لكنَّه كتب كتاباً بعنوان «كامِل الصِّناعة الطبِّية»، صارَ مَرجِعاً لجميع الأطبَّاء في الشَّرق والغرب على السَّواء. واشتُهرَ هذا الكِتابُ باسم «الكتاب الملكي»، حيث صنَّفه للملك عَضُد الدَّولة فناخسرو بن ركن الدَّولة أبي علي حسن بن بويه الدَّيلمي، المعروف باسم عَضُد الدَّولة البُوَيهي، وكان طَبيبَه الخاص؛ وهو كتابٌ جَليلٌ مشتمِل على أجزاء الصناعة الطبِّية، عِلمِها وعَملِها.
اشتهر ابن المجوسي بكتابه المسمى (كامل الصناعة الطبية الضرورية) والمشهور باسم (الكتاب الملكي)، وقد أتمه عام 369 هـ/ 980 م وقد أهداه إلى الأمير عضد الدولة، وكتابه هذا يعتبر أكثر منهجية وأكثر من موسوعة موجزة من كتاب أبو بكر الرازي المسمى بالحاوي وأكثر عملية من كتاب ابن سينا المسمى بالقانون والذي حل محله. الكِتابُ الملكيُّ في الطبِّ موسوعةٌ طبِّية مُتقَنة ضمَّت عشرين مقالةً، تَناولَ في المقالات العشر الأولى النَّواحي النظريَّة، أمَّا المقالاتُ العشر الأخرى فتَناولت صناعةَ الطبِّ. وقد اعتمدَ عليُّ بن عبَّاس في مؤلَّفه هذا على المشاهَدات العلميَّة في المستشفيات، لا على مُجرَّد الدِّراسة النظريَّة. وقد بَقِيَ موئلَ العُلَماء والدَّارسين زَماناً إلى أن ظهرَ كتابُ القانون لابن سينا، فمالَ النَّاس إليه وتركوا الكتابَ الملكي؛ وقد قِيل إنَّ الكتابَ الملكي في القسم العملي أبلغُ من القانون، لكنَّ القانونَ في العلم أثبتُ منه. ومن الأمور المبتَكرة في هذا الكتاب إشارتُه إلى وجود الحركة الدَّموية الشعريَّة (الشعيرات الدموية)، وبُرهانُه على أنَّ الطفلَ في الولادة لا يخرج من تلقاء نفسه، بل بفَضل تقلُّصاتٍ عضلية في الرَّحِم. وكان أوَّلَ من تكلم عن عِلاج التورُّم المسمَّى أُمَّ الدَّم [جمعها: أُمَّهاتُ الدَّم] أو الأنوريزم aneurysm بالجراحة، ووصفَ ذلك بقوله: "ينبغي أن تشقَّ الجلدَ شقاً بالطول، وتُخرج ما في الموضِع من الدم، وتكشف عن الشِّريان وتُعرِّيه من الأجسام التي حوله، وتعلِّق الشِّريانَ بصنَّارة. ثم إنَّك تأخذ إبرةً قد نُظم فيها خيطٌ من إبريسم، وتُدخِله تحت أحد طرفَي الشِّريان، وتعقده وتقطع الخيطَ، وتفعل ذلك من الجنب الآخر، وتُنشِّف الموضعَ من الدم، وتضع على الموضع خرقاً مبلولة بشراب ساعة، ثم تذرَّ عليه الذرورَ المُلحم، ثمَّ المراهِم المُنبِتة للحم». كما وصفَ علاجَ كسر الفكِّ السُّفلي بالتَّجبير، وعمليَّة تفتيت الرَّأس في الجنين ذي الرأس الضَّخم عندَ عُسر الولادة، وأجادَ في عملية استئصال اللوزتين، واستِخراج حصيات المثانة، وكان أوَّلَ من أشار إلى صعوبةِ شفاء مَريض السلِّ الرئوي بسبب الحركةِ الدَّائمة للرِّئة.
وقد قام قُسطنطين الإفريقي بتَرجمة كتاب الملكي إلى اللاتينيَّة، ونَسبَه إلى نفسه، ونَشَره باسمه، وبقي الكتابُ يُدرَّس بمدارس أوروبَّا اللاتينية إلى جانب الحاوي للرَّازي والقانون لابن سينا والتَّصريف للزهراوي والتَّيسير لابن زُهر حتَّى القرن السَّادس عشر للميلاد، وكانت قد ظهرت سنة 1127 م ترجمةٌ جَديدة للكتاب أعدَّها إلياسُ اصطفان الأنطاكي ذكرَ فيها اسمَ المؤلِّف الحقيقي، وهو عليُّ بن عبَّاس المجوسي.
عَرَّفَ عليُّ بن عبَّاس الأهوازي النَّبضَ تَعريفاً علمياً في غايةٍ من الدقَّة والتَّشبيه الذي يدلُّ على حاسَّةٍ أدبية ومعرفةٍ مرهفة بالتَّصوير البديعي، فقال: «إنَّ النبضَ رسولٌ لا يكذب ومُنادٍ أخرسَ يُخبر عن أشياء خفية بحركاته الظاهرة»؛ ثمَّ يُقرِّر معلومةً رائعة من الناحية العلمية غير مسبوقة فيقول: «والقلبُ والعروق الضَّوارب تتحرَّك كلُّها حركةً واحدة على مثالٍ واحد، في زمان واحد. يعني أنَّ حركةَ كلَّ واحدٍ منها مساويةٌ لحركة الآخر، لا يخالف بعضَها بعضاً في جَميع حالاتها، حتَّى إنَّه يمكن أن يُقاسَ على جميعها. ولذلك، صِرنا نتعرَّف حالَ حركة القلب من حركة الشِّريان».
ويُقال إنَّ عليَّ بن عبَّاس الأهوازي سبقَ ابن النفيس في وصف الدَّورة الدموية في حَديثه عن وظيفتَي الانقِباض والانبساط ـ الشَّهيق والزفير ـ في كتابه «كامِل الصناعة الطبِّية»؛ وهذه مقولةٌ قابلة للبحث والمداولة.
الكتاب الملكي احتوى على عشرين مقالة، العشر الأول احتوى على النظريات الطبية، أما العشر الأواخر فاحتوى على الشرح العملي بالطب. بعض الأمثلة للمواضيع الموجودة به هي الأغذية الصحية والأعشاب الطبية، وتصور مبسط عن، والاهتمام بالملاحظات الطبية، وأثبت حركة الرحم خلال الولادة: بمعنى أن الطفل لايخرج من الرحم بل أنه يدفع دفعا للخروج من الرحم.
وقد ترجم الكتاب جزئيا في أوروبا إلى اللغة اللاتينية عام 1087 ويعتبر المصدر المهم بمدرسة الطب التي أنشئت في مدينة ساليرنو. ولكن الترجمة الكاملة كانت عام 1127 بواسطة ستيفن الأنطاكي وقد تمت طباعته عام 1492 و1523 في البندقية.

## اكتشافاته الطبية
ويُعدُّ عليُّ بن عبَّاس الأهوازي من أوائل الأطبَّاء القُدامى القائلين بوجود شبكةٍ شعرية بين العروق النابضة (أي الشَّرايين) وغير النابضة (أي الأوردة). وقد سبقَ بهذا الإنجاز الطبِّي الطبيبَ الإنكليزي هارڤي (1578ـ 1658م) بوصفه الدورة الدَّموية في الأوعية الشعرية.
كما وَصفَ استئصالَ الأورام التي تلحق بالرحم والإصابة في التهاب عنقه. وأكَّد الاستئصالَ الجراحي للوزتين إذا عظمَ حَجمُهما، وطالت مدَّته، وعَسُر على صاحبهما البلعَ، ولم تنجح بشفائهما الأدويةُ والغَرائر وما في قوَّتِها. وقد ظَهرت براعتُه في الجراحة أيضاً في معالجة الكسور والخلوع وتَجبيرها. ووضعَ وصفاً دقيقاً في معالجة الفكِّ السفلي إذا أصابه كسر.
وقد اهتمَّ علي بن عباس الأهوازي بطبِّ الأسنان اهتماماً بالغاً، ممَّا جَعلَه يُقدِّم دراسةً مُتَكاملة عن هذا الموضوع في كتابه. ودرسَ مرضَ الصَّرع بعُمق، حتَّى إنَّه وصلَ إلى نتائج بقيت مرجعاً عبر العصور.
تَنبَّه عليُّ بن عبَّاس الأهوازي إلى صعوبة شفاء الرئة المصابة بالسلِّ، وقال بصدد ذلك: «إنَّ السببَ الذي من أجله لا يُشفى السلُّ الرئوي هو أنَّ الرئةَ دائمةُ الحركة لا تلتحم لكثرة حَركتها وهزِّها وإزعاج السُّعال لها، لأنَّ العضو المتقَرِّح يحتاج إلى أن يكونَ هادئاً ساكناً حتَّى تلتحمَ قرحتُه»، وقد كان الرَّائدَ الأوَّل في وصف عمليَّة «خَمص الرِّئة» التي انتشرَ استعمالُها في معالجة السلِّ في مطلع القرن العشرين قبلَ اكتشاف المضادَّات الحيويَّة.
ابتَكرَ عليُّ بن عبَّاس الأهوازي القثاطِيرَ catheters التي كان يستعملها لاستِخراج البول من مثانة المريض المصاب بعُسر البول، وكان من الرُّوَّاد الأوائل في معالجة التهاب العُقَد اللِّمفية الرقبيَّة الدرنِي، وذلك باستئصالها جراحياً وتنظيفها بدقَّة وانتباه وحذر.

## مبدؤه في التعامل مع المرضى
وفيما يَتعلَّق بأخلاقِ الطَّبيب وتَعامُله مع مرضاه، قال عليُّ بن عبَّاس الأهوازي «يَنبَغي للطَّبيب أن يكونَ طاهراً ذكياً ديِّناً، مُراقِباً لله عزَّ وجل، رقيقَ اللِّسان محمودَ الطريقة مُتَباعداً عن كلِّ نَجس ودنس وفجور، وألاَّ يُفشِي للمَرضى سِراً، ولا يُطلِع عليه قريباً أو بعيداً؛ فإنَّ كثيراً من المرضى يَعرِض لهم أمراضٌ يكتمونها عن آبائهم وأهاليهم ويُفشونها للطَّبيب».